# خودرو انفجاری

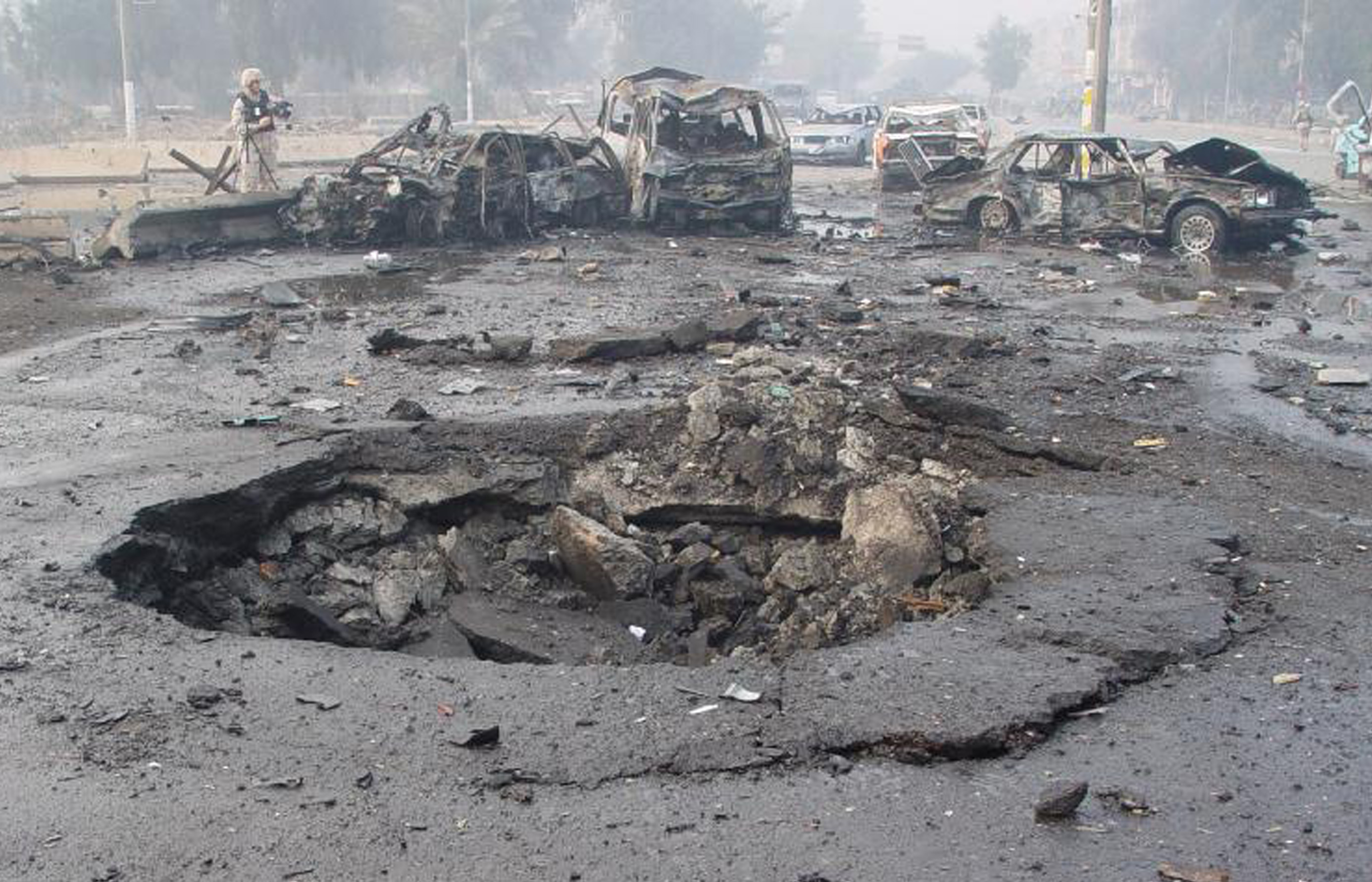
نتیجه یک خودرو انفجاری در عراق.

خودرو انفجاری (انگلیسی: Car bomb) یا کامیون انفجاری، که همچنین به عنوان یک خودرو انفجاری دست‌ساز قابل حمل و نقل (VBIED) شناخته می‌شود، یک وسیله انفجاری دست‌ساز است که در داخل خودرو یا هر وسیله نقلیه دیگر قرار گرفته و منفجر می‌شود.
خودروهای انفجاری را می‌توان تقریباً به دو دسته اصلی تقسیم کرد: بعضی از آن‌ها عمدتاً برای کشتن سرنشینان وسیله نقلیه (اغلب به عنوان ترور) مورد استفاده قرار می‌گیرند و دیگری به عنوان وسیله‌ای برای کشتن، صدمه زدن یا آسیب رساندن به مردم و ساختمان‌ها در خارج از خودرو استفاده می‌شود. نوع دوم ممکن است یا پارک شده باشد (وسیله نقلیه بمب را مخفی می‌کند و اجازه می‌دهد بمب‌گذارها دور شوند) یا ممکن است وسیله نقلیه برای انفجار بمب (اغلب به عنوان بخشی از حمله انتحاری) مورد استفاده قرار گیرد.
این شیوه ای است که معمولاً به عنوان سلاح تروریسم یا جنگ چریکی استفاده می‌شود تا مردم را در نزدیکی انفجار بکشند یا به ساختمان‌ها یا سایر اموال آسیب برساند. خودروهای انفجاری به عنوان مکانیسم‌های تحویل خود عمل کرده و می‌توانند مقدار قابل توجهی مواد منفجره را بدون سوء ظن حمل کنند. در وسایل نقلیه و کامیون‌های بزرگ، می‌توان وزنی حداقل ۷٬۰۰۰ پوند (۳۲۰۰ کیلوگرم) مورد استفاده قرار داد به عنوان مثال در انفجار اکلاهماسیتی. خودروهای انفجاری به روش‌های مختلفی فعال می‌شوند از جمله باز کردن درب خودرو، راه اندازی موتور، فشار دادن گاز یا پدال ترمز یا استفاده از یک فیوز یا تنظیم یک دستگاه زمان‌سنج. بنزین در مخزن سوخت خودرو ممکن است انفجار بمب را با گسترش و احتراق سوخت بیشتر کند.

## استفاده از وسیله نقلیه به عنوان سیستم تحویل

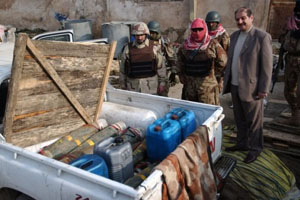
خودروی بمب‌گذاری شده در عراق شامل تعدادی از گلوله توپ در پشت یک کامیون وانت.

خودروهای بمب‌گذاری شده به دلیل اینکه با مقادیر معتنابهی از مواد منفجره و ترکش (مهمات) ضایعه ایجاد می‌کنند، سلاح‌های مؤثری به‌شمار می‌آیند. در سال‌های اخیر، خودرو بمب‌گذاری شده به‌طور گسترده‌ای توسط بمب‌گذاران انتحاری مورد استفاده قرار گرفته‌اند.

## اقدامات متقابل
دفاع در مقابل یک بمب خودرو شامل نگه داشتن وسایل نقلیه در فاصله‌ای از اهداف آسیب‌پذیر با استفاده از بلوک‌ها و ایستگاه‌های بازرسی، بلوک‌های بتنی یا راه‌بند، تیرک مهار یا سخت کردن ساختمان‌ها برای مقاومت در برابر انفجار. از زمان مبارزه ارتش ارتش جمهوری خلق ایرلند (PIRA) در سال ۱۹۹۱، ورودی خیابان داونینگ مسدود شده‌است و مانع از نزدیک شدن مردم به ساختمان شماره ۱۰ خیابان داونینگ می‌شود.
بیشتر معابر عمومی که از نزدیکی ساختمان‌ها عبور می‌کنند، استفاده از راهبند تنها گزینه ممکن است (از اینرو، به عنوان مثال، در واشینگتن دی سی بخشی از خیابان پنسیلوانیا بلافاصله در مقابل کاخ سفید جهت تردد بسته‌است. بلحاظ تاریخی، این تاکتیک‌ها باعث شده‌است که توانایی بمب‌گذاران به اهداف «نرم» یا اهداف حفاظت نشده مانند بازارها محدود شود.

## شیوه انتحاری
در جنگ داخلی سوریه و عراق، مفهوم خودرو بمب‌گذاری شده ارتقاء پیدا کرد به‌طوری‌که خودرو می‌تواند توسط یک راننده هدایت و منفجر شود و با خودرو زرهی در مقابل آتش مقابل هدایت می‌شدند. خودرو می‌توانست مشابه هواپیمای کامیکازای WW2به منطقه هدف هدایت شود. اختصار آن‌ها SVBIED است (دستگاه انفجاری اصلاح شده وسیله نقلیه انتحاری) یا به VBIED نیز شناخته می‌شود.
این خودروها عمدتاً خودروهای غیرنظامی بودند که به آن‌ها پلیت‌های فلزی جهت مقاومت در برابر آتش مقابل تا هر میزان که ممکن باشد اضافه شده بود. به همین خاطر آن‌ها می‌توانستند به هدف مورد نظر نزدیک تر شوند. خودروها گاهی به درون منطقه سربازان دشمن یا به ستون‌های دشمن که می‌آمدند هدایت می‌شدند. بیشتر مواقع خودروهای انفجاری توسط داعش علیه نیروهای دولتی و همچنین توسط شورشیان سوری (که ارتش آزاد سوریه نامیده می‌شود) علیه سربازان دولتی مورد استفاده قرار می‌گرفت.
هر چقدر که زمان به جلو می‌رفت خودروها بیشتر پیچیده می‌شدند. با ورقه‌های زرهی، تمامی شکاف‌های آسیب‌پذیری پوشانده می‌شد و خودروها قادر بودند که در مقابل تیراندازی مقابل نیز محفوظ باشند. همچنین در برخی از مواقع، در قسمت جلویی خودرو یک شبکه آهنی مقاوم تعبیه می‌شد تا قسمت سطح خودرو بمب‌گذاری شده از شلیک نارنجک قبل از اینکه به هدف اصابت کند در امان باشد.
در بعضی موارد، کامیون و همچنین اتوموبیل نیز مورد استفاده قرار می‌گرفت. بعضاً آن‌ها به عنوان شروع حمله مورد استفاده قرار می‌گرفتند. معمولاً خودروها فضای زیادی برای قرار دادن حجم بسیار سنگینی از مواد منفجره در خود دارند. در برخی موارد، از گاری که به وسیلهٔ حیوانات مانند قاطر یا اسب حمل می‌شود استفاده می‌شد و مواد منفجره در گاری تعبیه می‌گردید. به صورت تاکتیکی، از یک خودرو به عنوان خودرویی برای «موفقیت» استفاده می‌شد و بعد چند خودرو دیگر بکار گرفته می‌شد.
مادامیکه بسیار از خودروهای بمب‌گذاری شده به صورت خودروهای معمولی تغییر شکل داده می‌شدند، برخی از آن‌ها نیز با خودروهای زرهی پیشرفته علیه نیروهای دشمن مورد استفاده قرار می‌گرفتند تا از مورد اصابت قرار گرفتن راننده خودروی انفجاری قبل از رسیدن به موضع مستحکم حفاظت کند.